# Вічне спасіння
Вічне спасіння, також відома як «один раз врятований, назавжди врятований», — це віра в те, що з того моменту, як будь-хто стає християнином, він буде врятований від пекла і не втратить спасіння ніколи. Як тільки людина дійсно «народжена від Бога» або «відроджена» перебуванням Святого Духа, ніщо на небі чи на землі «не зможе відлучити (її) від любові Божої» (Римлянам 8:39), і, таким чином, ніщо не може змінити стан, в якому людина стала християнином.
Вічна безпека відома серед реформатських християн (континентальних реформатів, конгрегаціоналістів, пресвітеріан, реформатських англікан і реформатських баптистів) завдяки доктрині наполегливості святих, але також підтверджується плімутськими братами, а також у теології вільної благодаті, якої дотримуються багато незалежних фундаментальних баптистів (хоча реформатські, плімутські брати і вільна благодать вчать різні версії вічної безпеки). На противагу цьому, умовна безпека проповідується в католицизмі, лютеранстві, православ'ї, анабаптизмі, п'ятидесятництві та методизмі. 

## Погляди

### Богослов'я на утвердження доктрини вічної безпеки
Традиційна кальвіністська доктрина вчить, що людина впевнена у своєму спасінні, тому що вона була визначена Богом і тому гарантовано витривала, тоді як у вільній благодаті або нетрадиційних кальвіністських поглядах, людина впевнена у своєму спасінні, тому що в певний момент часу вона повірила євангельській вістці (Дейв Хант, «Що таке любов», с. 481). 

### Теологія, що відкидає доктрину вічної безпеки
Католицьке, методистське, анабаптистське, східно-православне та православне богослов'я дотримуються синергетичного підходу до спасіння і вважають доктрину вічної безпеки єретичною, натомість вчать, що спасіння людини залежить від її постійної віри, добрих справ, освячення та уникнення гріха

##### Католицизм
У католицизмі християни не мають вічної безпеки, оскільки можуть скоїти смертний гріх. Церква вчить, що християни підлягають очисним мукам чистилища перед тим, як потрапити до раю. 

##### Православ'я
Східні православні церкви вчать про «умовну безпеку віруючого». «На думку ... всіх духовних письменників Церкви, людина повинна бути смиренною, щоб залишатися на правильному шляху і досягти того, до чого вона прагне».

##### Лютеранство
Лютеранські Церкви вчать, що справжні віруючі християни можуть відпадати від віри у віровідступництво.

## Біблійні цитати
- Від Іоана 10:28 «І дарую Я їм вічне життя. Вони ніколи не помруть, і ніхто їх не вирве з рук Моїх.»
- Від Іоана 3:15-16 «І тоді всі, хто вірить у Нього, одержать вічне життя. Бо так сильно полюбив Бог цей світ, що віддав Свого Єдиного Сина заради того, щоб кожен, хто в Нього вірує, не був загублений, а здобув вічне життя.»
- Від Іоана 4:13-14 «На те Ісус відповів їй: «Кожен, хто вип’є цієї води, скоро знову спрагу відчує. Але хто вип’є тієї води, що Я йому дам, ніколи більше не страждатиме від спраги, бо вода, якої Я дам напитися, перетвориться в людині на животворне джерело, що несе вічне життя».»
- До Ефесян 4:30 «Не засмучуйте Божого Духа Святого, бо Він — доказ того, що ви належите Богу і що Він захистить вас до тих пір, коли настане час вашого звільнення.»
- До Римлян 8:38 «Бо я переконаний, що ні смерть, ні життя, ні Ангели, ні вищі духи, ні те що тепер, ні те що в майбутньому, ані яка духовна влада, ніщо над нами, ані під нами, ні будь-яке інше створіння — ніщо не зможе відлучити нас від Божої любові, яка знаходиться в Христі Ісусі, нашому Господі.»
- Від Іоана 5:24 «Істинно кажу вам: хто чує слово Моє і вірує в Того, Хто послав Мене, має вічне життя. Його не буде засуджено, бо він від смерті перейшов у життя.»
- Від Іоана 10:27-29 «Ті ж, хто належить, слухаються голосу Мого. Я знаю їх, і вони йдуть за Мною. І дарую Я їм вічне життя. Вони ніколи не помруть, і ніхто їх не вирве з рук Моїх. Мій Отець, Який дав їх Мені, — величніший за всіх. Тож ніхто не зможе вкрасти тих, хто йде за Мною з рук Отця Мого.»
- Від Іоана 11:25-26 «Я є воскресіння і життя! — Сказав Ісус. — Хто вірить у Мене, хоч і вмре, буде жити. І жоден, хто живе й вірить у Мене, не помре ніколи. Чи ти віриш цьому?»